# Marcelino Oreja
Marcelino Oreja Aguirre, född 13 februari 1935 i Madrid, är en spansk diplomat och politiker samt tidigare utrikesminister och EU-kommissionär. 
Oreja har doktorsexamen i juridik från Universidad Complutense i Madrid. Han tjänstgjorde på utrikesministeriet 1960–1970, som direktör vid Spaniens centralbank 1970–1974, som statssekreterare på ministeriet för information och turism 1974–1975 samt statssekreterare vid utrikesministeriet 1975–1976. I samband med att kung Juan Carlos efterträtt general Franco som statschef och demokratin återinförts i Spanien utnämndes Oreja till utrikesminister. Han tjänstgjorde på denna post i Adolfo Suárez ministär 1976–1980 och utnämndes därefter till regeringens representant i det självständiga Baskien med ministers rang. Juan Carlos utsåg honom till kunglig senator 1977 och två år senare valdes han in i Cortes Generales för det konservativa partiet Unión de Centro Democrático (UCD). UDC upplöstes 1983 och Oreja anslöt sig senare till Partido Popular. 
Oreja var generalsekreterare för Europarådet 1984–1989 och från 1989 ledamot av Europaparlamentet där han var vice ordförande för den liberala partigruppen och ordförande för det institutionella utskottet. År 1994 efterträdde han Abel Matutes som ledamot av Europeiska kommissionen och kommissionär med ansvar för transport- och energifrågor samt Euratoms försörjningskontor i Kommissionen Delors. Han kvarstod i kommissionen även efter Kommissionen Santers tillträde 1995 och ansvarade för förbindelser med Europaparlamentet och medlemsstaterna, kulturella och audiovisuella frågor samt Byrån för officiella publikationer. Efter att korruption uppdagats inom kommissionen tvingades han, liksom övriga kommissionärer, att avgå 1999.

## Fotnoter
1. 1 2 3  läs online, www.congreso.es , läst: 20 januari 2020.[källa från Wikidata]
2. ↑  Munzinger Personen, Munzinger person-ID: 00000014707, läst: 9 oktober 2017.[källa från Wikidata]
3. ↑  läs online och läs online, www.congreso.es , läst: 20 januari 2020.[källa från Wikidata]
4. ↑  läs online, ca.wikipedia.org .[källa från Wikidata]
5. ↑  läs online, www.senado.es .[källa från Wikidata]
6. ↑  läs online, www.congreso.es , läst: 23 november 2017.[källa från Wikidata]
7. ↑  läs online, cadenaser.com  , läst: 13 december 2017.[källa från Wikidata]
8. ↑  läs online, www.congreso.es , läst: 23 november 2017.[källa från Wikidata]
9. 1 2  PACE medlems-ID: 2333.[källa från Wikidata]
10. ↑  Europaparlamentets ledamöter, Europaparlamentariker-ID: 1150.[källa från Wikidata]
11. ↑  läs online, www.congreso.es , läst: 23 november 2017.[källa från Wikidata]
12. ↑  BOE-ID: BOE-A-1977-243.[källa från Wikidata]
13. ↑  BOE-ID: BOE-A-1980-19568.[källa från Wikidata]
14. ↑  BOE-ID: BOE-A-1982-20361.[källa från Wikidata]
15. ↑  Journal officiel de la République française, 25 februari 1989, s. 2599, NOR: MENU8900367A.[källa från Wikidata]
16. ↑  läs online, honoris.unizar.es .[källa från Wikidata]
17. ↑  BOE-ID: BOE-A-2000-944.[källa från Wikidata]